# マレーシア鉄道公社
マレーシア鉄道公社（マレーシアてつどうこうしゃ、マレー語：Keretapi Tanah Melayu Berhad, 略称：KTMB, 英語：Malayan Railways Limited）は、マレーシアとシンガポールでマレー鉄道の運行・管理および関連事業を経営している政府系の会社である。1992年10月1日設立。

## 本社
クアラルンプール駅の正面にある。
本社ビルは、海峡植民地時代にイギリスの建築家アーサー・B・ハボックによって設計され、1917年11月に完成したムーア式建築の建物である。1983年に歴史記念物に指定され、法律により保護されている。
地下でクアラルンプール駅とつながっている。

## 主要事業

### 鉄道事業
- マレー鉄道路線網を使用して、以下の輸送サービスを提供している。

KTMインターシティ
KTMコミューター
貨物輸送
- クアンタン・ケルテ鉄道システムの運営・管理を行っている。

### 関連事業
管理している土地の有効活用として、マンション、オフィス・ビル、ショッピング・センターなどの開発・維持管理を行っている。

## 子会社

### マルチモーダル貨物輸送会社
マルチモーダル貨物輸送会社（マレー語：Multimodal Freight Sdn. Bhd.）は、以下の5か所の鉄道貨物ターミナルで輸送コンテナの取扱い、荷捌き、倉庫の運営および、鉄道と連携したトラック輸送を行っている。
- ポート・クラン駅
- イポー駅
- パシール・グダン駅
- バターワース駅
- パダン・ブサール駅

本社は、スバン・ジャヤにある。
1988年に設立され、1991年にマレーシア政府からコンテナ輸送業の認可を得た。その後、1999年にはマルチモーダル運送事業者 (略称：MTO, 英語：Multimodal Transport Operator) としてマレーシア政府から認定された。

### KTM配送会社
KTM配送会社（マレー語：KTM Distribution Sdn. Bhd.）は、鉄道を利用した小包宅配サービスを行っている。
従来マレーシア郵政 (Pos Malaysia) の独占事業であった信書および書類の配送を、最大2kgまでの配送に限って認可を受けている。

### KTMB駐車場会社
KTMB駐車場会社（マレー語：KTMB Car Park Sdn Bhd）は、駅構内の駐車場の運営を行っている。
1994年に設立され、1995年に現在の会社名に変更されている。
2006年現在、マレーシア国内17駅とシンガポールのタンジョン・パガー駅の駐車場を運営している。
KTMコミューター運行区間の駅ではパーク・アンド・ライドを推進するため、駐車場設置を積極的に展開している。